# Хусто Галего Мартинез
Хусто Галего Мартинез (шп. Justo Gallego Martínez; Мехорада дел Кампо, 20. септембар 1925 — Мадрид, 28. новембар 2021), прозван Don Justo (господин Хусто) или el loco (ел локо, лудак), био је римокатолички монах реда траптиста, који од 1961. године самоиницијативно гради једну саборну цркву у Мехорада дел Кампо (Mejorada del Campo) у близини Мадрида.

## Биографија
Рођен као дете једне сељачке породице, Мартинез је са 27 година приступио једном римокатоличком манастиру, где је био познат по строгом посту и молитви. 1961. године, након што је оздравио од туберколозе, напустио је манастир и почео сам на имању коју је наследио да гради катедралу у захвалности Богородице. Због намере да сам гради катедралу, без икаквих планова и са материјалом који је скупљао или су други бацали, мештани су га прозвали лудаком катедрале. Ипак, успео да изгради „цркву“ налик базилике, дужином од 55 метра, ширином од 25 метра и са висином од 35 метра. Данас му, са око 85 година, често помажу један рођак те и доборвољни помоћници. По својим проценама црква би требало да буде довршена за неких осам година.